# Jód
A jód (INN: iodine) a halogének csoportjába tartozó kémiai elem, a vegyjele I és a rendszáma 53. Neve a görög ιώδης-ből (jodész) ered, ami ibolyaszínűt jelent. Nyelvújításkori magyar nevei: iblany, ibolyó.

## Jellemzői

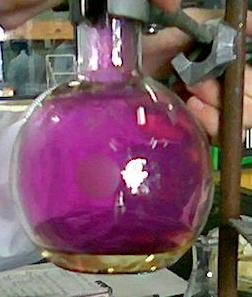
A jód gőze

Vegyileg a jód a legkevésbé reaktív a halogének közül (az asztáciumot leszámítva). Elemi állapotban kétatomos I2 molekulákból áll, barnásfekete, fémesen csillogó, szilárd anyag. Könnyen szublimál, gőze irritáló szagú, ibolyaszínű. Folyékony halmazállapotban ritkán látható, mert a jód csak 113 °C felett lehet folyadék. Jól oldódik egyes szerves oldószerekben, mint kloroform, szén-tetraklorid, szén-diszulfid (ezekben színe ibolya), etil-alkohol, éter, aceton (ezekben színe barna), és benzol (barnásibolya). Vízben alig oldódik, 1 g I2 feloldására 3450 ml 20 °C-os vagy 1280 ml 50 °C-os víz szükséges. Azonban trijodidion (és más polijodidok) képződése révén igen jól oldódik kálium-jodid oldatban: I2 + I− ⇌ I−3, az így kapott oldat barna színű (nagyon híg oldaté sárga). Keményítő jelenlétében a jódoldat színe kék, ezt a tulajdonságot az analitikai kémiában a nagyon kis mennyiségű jód kimutatására használják fel. Az elszíneződés akkor is számottevő, amikor az oldat sárga színét már nem tudjuk biztosan megállapítani. A keményítő molekulái spirálisan fel vannak csavarodva, és a spirál közepébe felsorakoznak a I–I molekulák (ezt az elrendeződést röntgensugaras analízissel állapították meg). A kék szín 80 °C-on eltűnik, de lehűtve újra megjelenik. Általánosan elterjedt tévhit, hogy normális körülmények között nem lehet folyékony jódot előállítani, mivel melegítés hatására megolvadás nélkül szublimál. Azonban lassú melegítés hatására az olvadáspontnál (113,7 °C) a sűrű gőztakaró alatt megjelennek a folyékony jódcseppek.

## A jód felfedezése
A jódot Bernard Courtois fedezte fel 1811-ben. Courtois egy salétromgyártó családban született. A salétrom fontos alkotórésze a puskapornak, és azokban az időkben (napóleoni háborúk) nagy volt iránta a kereslet. A salétrom előállításához nátrium-karbonátra volt szükség, amit tengeri algák hamujából oldottak ki. A hamumaradékot kénsavval semmisítették meg. Egy napon Courtois véletlenül túl sok savat adagolt a hulladékhoz, és ibolya színű gőz keletkezett, ami hideg tárgyakon sötét kristályok formájában lecsapódott. Ezeket összegyűjtötte, és gyanította, hogy egy új anyagot fedezett fel, de nem voltak anyagi lehetőségei a további megfigyelésekre. Ezért mintát küldött két barátjának, Charles Bernard Desormes-nak (1777–1862) és Nicolas Clément-nek (1779–1841), hogy folytassák a kutatást. A kristályokból küldött Joseph Louis Gay-Lussac-nak (1778–1850) is, aki jól ismert vegyész volt abban az időben, és André-Marie Ampère-nek (1775–1836). 1813. november 29-én Dersormes és Clément nyilvánosságra hozták Courtois felfedezését, és bemutatták az új anyagot a Francia Császári Intézet előtt. December 6-án Gay-Lussac kijelentette, hogy az új anyag vagy egy új elem, vagy az oxigénnek egy vegyülete. Ampère küldött a saját mintájából Humphry Davynek (1778–1829). Davy végzett egy pár kísérletet az anyaggal, és hasonlóságot észlelt a viselkedésében a klórral. December 10-i dátummal a Londoni Királyi Társasághoz írt levelében Davy bejelentette az új elem felfedezését. Vita támadt a két tudós, Davy és Gay-Lussac között az elsőbbségért. Végül tudomásul vették, hogy a felfedezés és az előállítás tulajdonképpen Courtois-t illeti. Az új elem a nevét azonban Gay-Lussac-tól kapta.

Émile Zola a jód felfedezésének történetét vette alapul Az élet öröme című könyvéhez. Egyik szereplője, Lazare szájába adja a mondást: Valahányszor a tudomány egy lépést tesz előre, csak azért van, mert egy bolond akaratlanul egy lökést adott neki.

## Előfordulása
A jód nagyon kis mennyiségben (0,06 mg/l) jelen van a tengerek vizében. Egyes algák, korallok és szivacsok szerves vegyületekbe kötve felhalmozzák a jódot, felfedezése is ezeknek a hamujából történt. Jód található még nátrium-jodátként (NaIO3) a chilei salétromban (kb. 0,1%), jodidként nagyon kis mennyiségben egyes gyógyvizekben és váltakozó mennyiségben (7–46 g/m3) a vízben, ami kőolajjal együtt kerül a felszínre.

## Előállítása
Jód előállítható jodidokból oxidálással, vagy a jodátokból redukcióval. Oxidálószerként használni lehet klórt (Cl2), ózont (O3), hidrogén-peroxidot (H2O2), kálium-bikromátot (K2Cr2O7) savas közegben. Nagyon tiszta jód állítható elő kálium-jodidból és réz-szulfátból. A jodátokból való előállításra nátrium-hidrogén-szulfitot használnak. A jodát előbb jodiddá redukálódik, majd ez, a fölös jodátot elemi jóddá redukálja, míg ő maga is jóddá oxidálódik.
IO−3 + 3 HSO−3 = I- + 3 HSO−4
IO−3 + 5I- + 6H+ = 3I2 + 3H2O

## Izotópjai

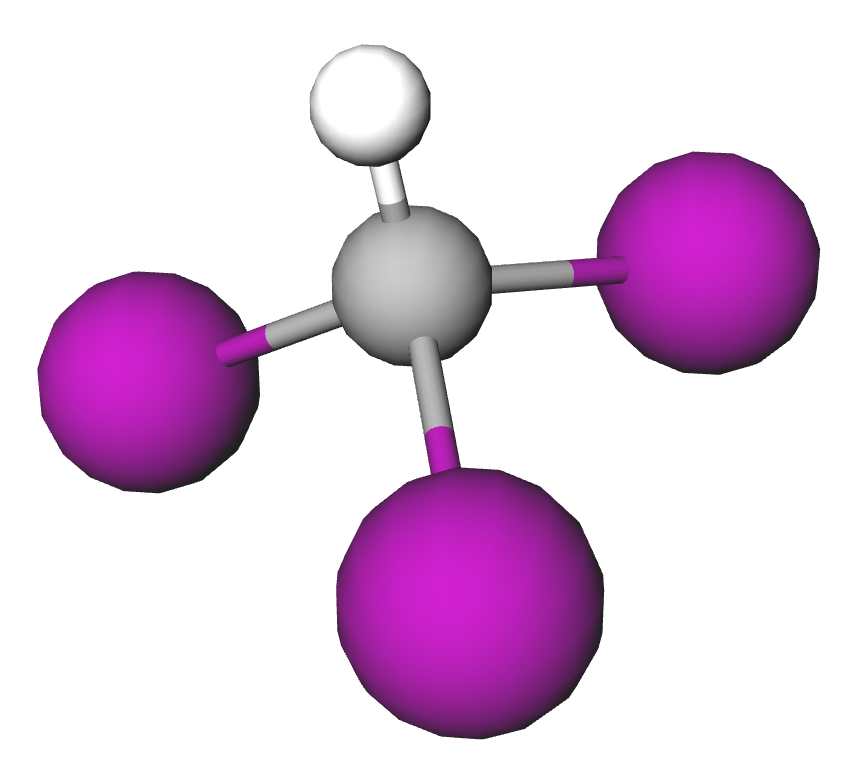
Jodoform

A jódnak 37 izotópja ismert, melyek közül csak egy stabil: a 127I.
- A 129I maghasadásos reakciókban keletkezik; a 130Xe-ból a légkörben, urán és plutóniumból, atomreaktorokban. A felezési ideje 15,7 millió év, bomlásterméke a 129Xe és nagyon kis mennyiségben fordul elő, ezért a koncentrációját mint arányt a 127I-hoz viszonyítva adják meg. Normálisan ez az arány nagyon kicsi (10−14 és 10−10 között), de az ezerkilencszázhatvanas, -hetvenes években a sok kísérleti atomrobbantás miatt ez az arány elérte a 129I/I=10−7 értéket. Egyes kőzetekben, ha ismerjük a 129I / 129Xe arányt, következtethetünk életkorára. Ezt használják a Naprendszer fejlődésének tanulmányozásában, ami lefedi az első 50 millió évet. (A Naprendszer egy gáz- és porfelhőből keletkezett, amely egy szupernóva robbanásának a maradványa volt. Ebben a robbanásban keletkezett a 129I. Az eredeti 129I-ból 15,7 millió év múlva fele lebomlik és keletkezik a 129Xe).
- A 131I vegyesen gamma és béta sugárzó, a felezési ideje 8,0207 nap, és a pajzsmirigy (daganatos és más eredetű) betegségeinek kezelésében alkalmazzák. Nagy mennyiségben keletkezik energiatermelő-, és kutatóreaktorokban, a hasadási láncreakcióban, illetve a reaktorokban keletkező Xe-izotópok besugárzódása során. Előállítása Te-izotóp direkt besugárzásával is történhet. A második legnagyobb mennyiségben felhasznált orvosi radioizotóp. (A legnagyobb mennyiségű orvosi radioizotóp: 18F).
- A 123I és 125I izotópokat a vese és pajzsmirigy működésének vizsgálatára használják. Előállítása nagy tisztaságú 124Xe izotóp besugárzásával történik, nagy neutronfluxussal rendelkező reaktorokban (kutatóreaktorok). A 131I izotópnál alacsonyabb sugárzási energiával rendelkezik, lágy-gamma sugárzó, felezési ideje 60,14 nap.

## Kémiai tulajdonságok
A jód a nátrium-tioszulfáttal kvantitatíven reagál, ezt a tulajdonságot használják a jodometriában, ahol a jódot tartalmazó sárgásbarna oldatot ismert töménységű nátrium-tioszulfát oldattal titrálják, halvány sárga színig. Ekkor hozzáadják a keményítő indikátort (az oldat kék színű lesz), és folytatják a titrálást a kék szín eltűnéséig.
I2 + 2Na2S2O3 → Na2S4O6 + 2NaI
Reagál egyes elemekkel így a foszforral, higannyal, de lassabban mint a bróm. A hidrogénnel hevítve reagál, de egyensúly alakul ki. Így 300 °C-on a reakció 19%-os arányban megy végbe, magasabb hőmérsékleten az egyensúly hamarabb áll be, de az arány kisebb. Katalizátor jelenlétében az egyensúly jobbra tolható, és kisebb hőmérsékleten lehet dolgozni (200 °C). Katalizátorként platinát használnak azbeszt hordozón. A jód gyenge oxidálószer. A H2S-ból ként szabadít fel és oxidálja az arzénessavat (ezt a tulajdonságot használják az arzénessav meghatározására, a reakciót nátrium-hidrogén-karbonát jelenlétében vezetik le):
AsO3−3 + I2 + H2O → AsO3−4 + 2I− + 2H+
A salétromsav oxidálja a jódot és jódsav keletkezik:
3I2 + 10HNO3 → 6HIO3 + 10NO + 2H2O
A jódsav stabil vegyület, kristályai fényesek, hevítve 110 °C-on részleges vízvesztés közben megolvadnak, 200 °C-on teljesen vizet veszítenek és jód-pentoxid keletkezik:
6HIO3 → 2(HI3O8) + 2H2O
2(HI3O8) → 3I2O5 + H2O
A kálium-jodát előállításánál jódot oxidálnak kálium-kloráttal:
2KClO3 + I2 → 2KIO3 + Cl2
A jód-pentoxid a jód oxidjai közül a legfontosabb, fehér kristály formában ismert, amely 300 °C felett elemeire bomlik. Azon kevés vegyületek közé tartozik, melyek szobahőmérsékleten oxidálják a szén-monoxidot és a reakció kvantitatív. A keletkezett jódot tioszulfáttal titrálva meg lehet határozni a CO-koncentrációt egy bizonyos mennyiségű gázból:
I2O5 + 5CO → I2 + 5CO2
Higany(I)-nitrát vizes oldatához adva sárgászöld HgI, higany(II)-nitráttal vörös HgI2, ólom-nitráttal sárga PbI2 csapadékot ad.

## Felhasználása

### Ipari célokra
Kis mennyiségben jelen van a halogén izzólámpákban. A volfrám izzószál a magas hőmérséklet hatására lassan párolog és lerakódik a búra belső falára. Egy idő után annyira elvékonyodik, hogy bekapcsoláskor megolvad és megszakad (kiég). Hogy a fénye fehérebb legyen és nőjön a hatásfok, túlhevítik a szálat (kisebbre méretezik), így a párolgás gyorsabb és az élettartam rövidebb kellene hogy legyen. Ha a hőmérséklet elég magas (250 °C), a fal mellett a halogén reagál az elpárolgott volfrámatomokkal. Ezért a halogén égők burája kisebb, hogy elég magas legyen a hőmérséklet a közelében. Hogy ellenálljon a maró gázoknak, kvarcból van. A búra fala mellett keletkezett volfrám-jodid, mikor a szál közelébe kerül, meghatározott hőmérsékleten elbomlik és a volfrám visszaépül a szálba. Így a búra feketedését okozó volfrám visszakerül a szálba és így meghosszabbodik az élettartam. A folyamatot halogén körfolyamatnak nevezik.
A fényképezésben a fényérzékeny ezüst vegyületek előállításánál használják.
Ugyancsak ezüst-jodidot porlasztanak felhőkbe, hogy elindítsák az esőt.
Analitikai laborokban mint reagenst használják (jodometria).

### Egészségügyben
- 3%-os vizes oldata (mivel vízben gyengén oldódik, alkoholos oldatát hígítják vízzel) jelen van az elsősegélydobozokban, sebek fertőtlenítésére és szükséghelyzetekben víz fertőtlenítésére használjuk (3 csepp/l és hagyjuk fél órát állni).
- Mivel elnyeli a röntgensugarakat, kontrasztanyagként használják egyes vizsgálatoknál.
- Két, gammasugarakat kibocsátó izotópját (131I vagy 123I) a pajzsmirigy működésének vizsgálatára használják (szcintigráfia).
- A VIII. Magyar Gyógyszerkönyvben Iodum    néven hivatalos.

## Biológiai szerepe
A jód fontos nyomelem az emberi szervezet működésében. Jelen van a pajzsmirigy által termelt két hormonban, ebből 90% tiroxin, amely az emberi szervezet normális fejlődéséhez elengedhetetlen. (Például serkenti a növekedést, fokozza az alapanyagcserét, alapja a csontosodási folyamatnak, az agyszövet fejlődésének.) Az ősfejlődés során a pajzsmirigyhormonok nagyon korán megjelentek, mivel jelen vannak a legtöbb többsejtű szervezetekben, de szerepet játszanak egyes egysejtűek esetében is. A pajzsmirigy a jódot a véráramból szűri ki, és raktározza el, ezért nagyon fontos, hogy a táplálékkal és ivóvízzel elegendő mennyiségben vigyük be a szervezetbe. Azokon a területeken, ahol az ivóvíz nem tartalmaz jódot, szükséges a jódozott só fogyasztása. A jódhiány a pajzsmirigy megnagyobbodásához (golyva) és tiroxin-alultermeléshez vezet. A tiroxin alultermelése esetén az alapanyagcsere 50%-kal is csökkenhet, ami fiatalkorban aránytalan törpeséget, szellemi visszamaradottságot eredményez, felnőttkorban testhőmérséklet-csökkenést, a beszéd, mozgás és gondolkodás lassulását, elhízást, valamint étvágytalanságot eredményez. Túltermelés esetén 100%-kal nőhet az alapanyagcsere (Basedow-kór) és a tünetek az ellentételei a fentieknek: a beteg sokat eszik, mégis fogy, ingerlékeny, túlzottan élénk, a szemgolyók kidüllednek. A napi szükséglet felnőttkorban 0,15 milligramm. Az elemi jód minden élő szervezet számára mérgező (ezen a tulajdonságán alapszik fertőtlenítő hatása), nagy adagban (2-3 gramm) halálos méreg.
A jóddal való mérgezés a gyakrabban előforduló, bár csak ritkán halálos mérgezések közé tartozik, minthogy ezen szernek (különösen a jódkáliumnak és a jódtinkturának) orvosi alkalmazása igen gyakori. Jódgyárakban, ahol a munkások folytonosan klórral, brómmal és salétromsavval keveredett jódgőzöknek vannak kitéve, a mérgezésnek mind a heveny, mind a krónikus formája (jodismus acutus és chronicus) előfordul. Az első alaknál, mely kálium-jodid nagyobb mennyiségének bevételekor is szokott jelentkezni, a mérgezés jelei a következők: erős nátha („jódnátha”) és kötőhártya-gyulladás, könnyezés, nyálfolyás, fulladozás (mint az asztmánál), esetleg hangrésgörcs következtében halál, vagy ha a mérgezett tovább él, akkor légcsőhurut és tüdőgyulladás. Gyakran orrvérzés, fehérjevizelés, hemoglobinuria és jellemző bőrkiütés, ún. jódakne is észlelhető. Mindezen gyulladásos jelenségeket a szabad jód okozza; mert igaz, hogy a vér nátrium-bikarbonátja a jódot nátrium-jodiddá és nátrium-jodáttá alakítja, de e kettő a szervezetnek savanyú nedvei által (p. az agykéregben és az orr nyálkahártyáján Ehrlich szerint jelenlevő salétromsav által) elbontatnak és ekkor szabad jód hasad le. A heveny mérgezésben elhaltak boncolásakor a légutakban és a tápcsatornában – nevezetesen a nyelőcsőben és a gyomorban – a nyálkahártya duzzadtsága, gyulladása, sőt kezdődő elhalása mutatkozik, a májban és a vesében pedig elzsírosodás. A gyógykezelés fehérjés italoknak (tojás), alkénessavas nátriumnak, jégpiluláknak és ópiumos szereknek adásában áll. A heveny mérgezés (amelynek állatokon történt első beható tanulmányozása Rózsahegyitől származik) utóbbi időben gyakran onnan származott, hogy petefészektömlők üregébe sok jódtinkturát fecskendeztek. A krónikus mérgezés általános rosszulléttel, lesoványodással, kachexiával jár, mely makacs tüdőhuruttal és gyomorkatarussal, álmatlansággal, a kezek reszketegségével, a fogak zománcának megromlásával kapcsolatos; sőt elmebajok is származhatnak belőle. Gyógyításának első feltétele természetesen a jóddal való foglalkozásnak (gyárakban) és a jódtartalmú gyógyszerek szedésének azonnali abbahagyása.

### Védekezés a radioaktív jód ellen
Atomerőművekben használt urán maghasadásakor 131I keletkezik, amely nukleáris katasztrófa esetén kikerülhet a levegőbe. Mivel a pajzsmirigy raktározza a jódot, ilyen esetekben fennáll a veszély, hogy nagy koncentrációban gyűlik fel a radioaktív jód a pajzsmirigyben, ami daganatos betegséghez vezethet. Ilyen esetben a pajzsmirigyet telíteni kell inaktív jóddal, hogy megakadályozzuk a radioaktív jód raktározását. Felnőtteknek (12 éves kor felett) napi 130 milligramm kálium-jodid tabletta elegendő a pajzsmirigy telítődéséhez, ráadásul ez az adag már gátolja is a pajzsmirigy jód felvételét. Újszülötteknek 12,5 mg, 1 hónapos kortól 3 évesig 25 mg, 3-12 éves gyermekeknek 50 mg adható napi adagként. Katasztrófa helyzetben a hatóságok ingyenesen osztják ki a lakosságnak a jód tablettákat, az adagolás tekintetében is pontos utasítással szolgálnak, ismerve a radioaktív jód szennyeződés paramétereit. Az adagolást ritkán szükséges néhány napnál tovább folytatni.  Mivel a 131I felezési ideje igen rövid (8,0207 nap), a tabletta szedését pár hét után abba lehet hagyni.

### Napi jódbevitel
A WHO által ajánlott jódbevitel 2 μg/ttkg/nap, azaz 150 μg/nap, terhes és szoptató nőknél 200 μg/nap. Németország, Svájc és Ausztria jódban szegény vidékein ennél több: felnőtteknél 200, terhes nőknél 230, szoptató nőknél 260 μg/nap. E három országban jódozott konyhasó van forgalomban 15–25 mg/kg jódtartalommal.
A napi maximális jódbevitelt a WHO 1 mg/napban adja meg, a fenti három országban viszont ennek felét javasolja. A tartós jódhiány miatt ugyanis számolni kell a pajzsmirigy fel nem ismert funkcionális autonómiájával.